# UTC−3:30
UTC−3:30 — часовой пояс, время в котором на 3 часа 30 минут отстаёт от UTC. Известен также как NST (Newfoundland Standard Time).

## ЗимойвСеверном полушарии
UTC−3:30 используется на следующих территориях:
- Канада:
  -  Ньюфаундленд и Лабрадор:
    - Остров Ньюфаундленд
    - Юго-восток Лабрадора

## География
Канадская провинция Ньюфаундленд и Лабрадор относится к регионам мира, где время не соответствует целочисленному смещению от UTC. Провинция находится в часовом поясе UTC−4, но её восточная часть (Ньюфаундленд) расположена достаточно близко к границе часового пояса, так что местное солнечное время на востоке провинции больше соответствует официальному времени UTC−3:30.

## Летнее время
В Ньюфаундленде и Лабрадоре выполняется переход на летнее время: тогда провинция переходит в часовой пояс UTC−2:30. Таким образом, UTC−3:30 используется лишь в качестве зимнего времени.